# Marcel Renault

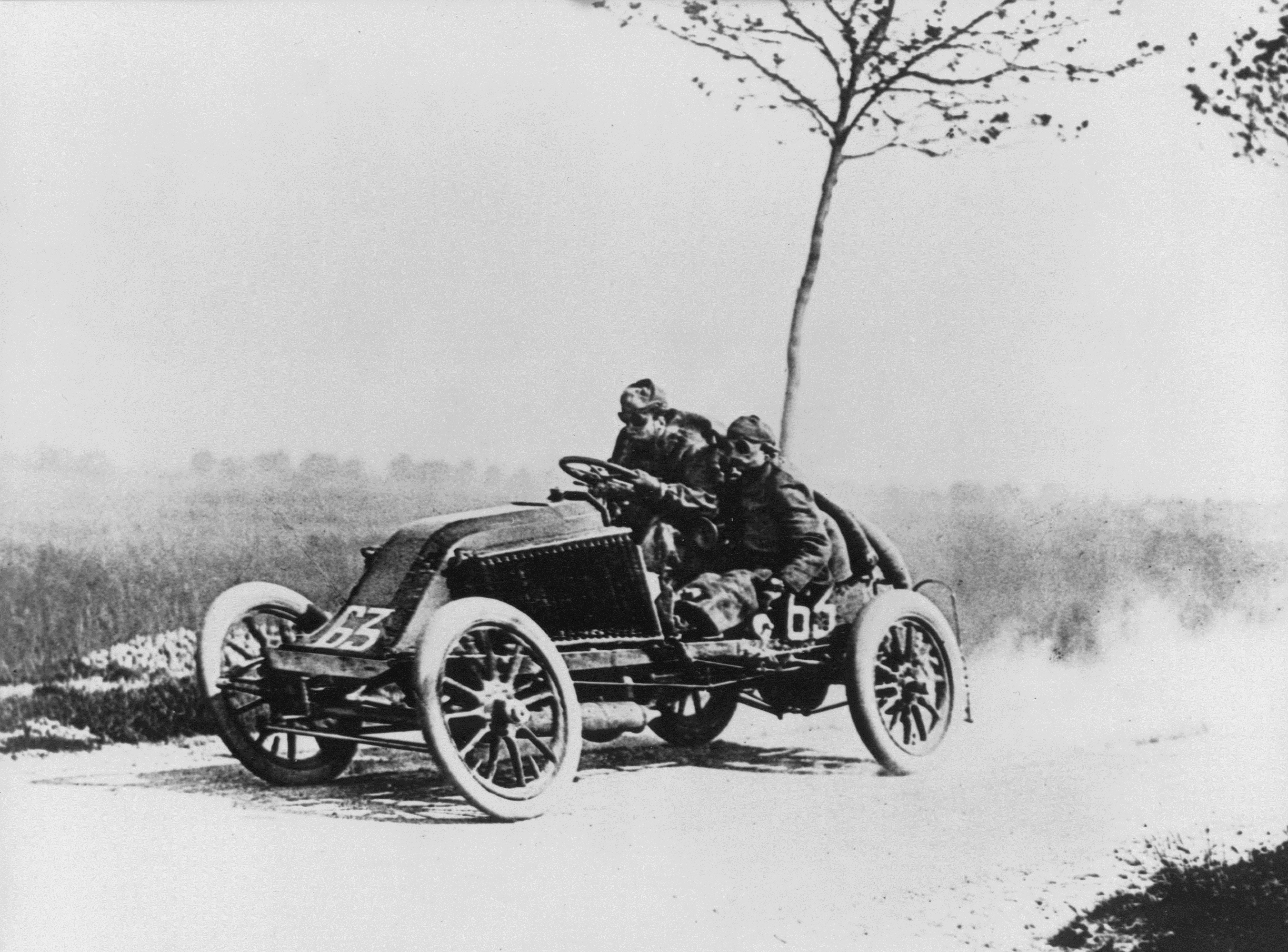
Marcel Renault en una carrera el 1903.

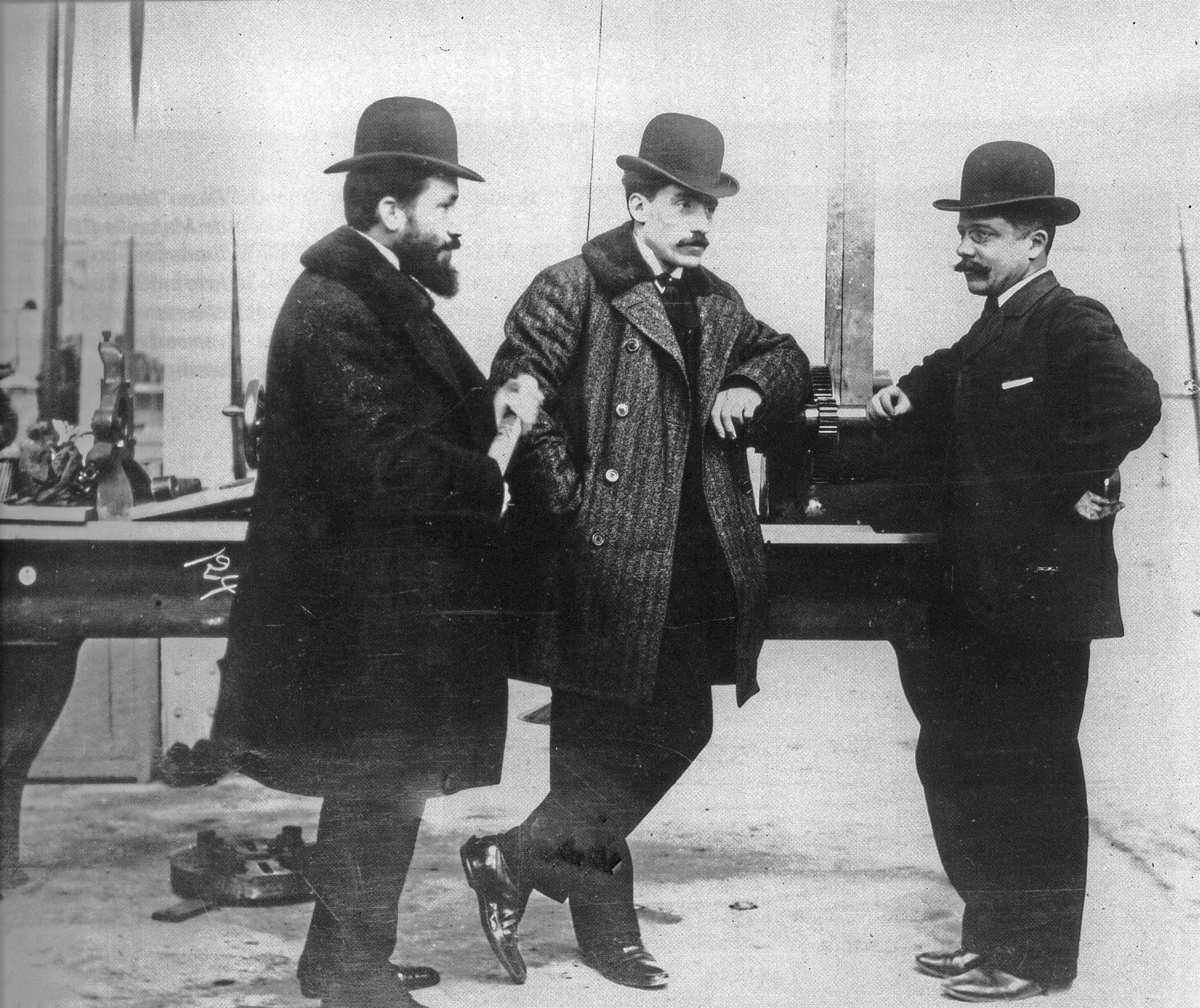
Els tres germans Renault: Marcel, Louis i Fernand.

Marcel Renault (França, 1871 o 1872 - 1903) va ser un industrial i corredor de cotxes francès, cofundador de l'empresa automobilística Renault, germà de Louis i Fernand Renault.
Els seus germans i ell van fundar la companyia Renault el 25 de febrer de 1899. Louis i Marcel van competir amb els cotxes que van construir un any més tard. Va morir a l'edat de 31 anys, el 25 de maig de 1903 per les greus lesions que va patir el dia abans de la cursa París-Madrid.
Després de la seva mort es va construir una estàtua en la seva memòria, que seria destruïda pels atacs alemanys durant la Segona Guerra Mundial. És enterrat al Cementiri de Passy.